# The Boyz
The Boyz (kor. 더보이즈, zapis stylizowany: THE BOYZ) – południowokoreański boysband założony przez Cre.ker Entertainment w 2017. Grupa składa się z jedenastu członków: Sangyeon, Jacob, Younghoon, Hyunjae, Juyeon, Kevin, New, Q, Ju Haknyeon, Sunwoo i Eric. Oryginalnie zespół był dwunastoosobową grupą, ale Hwall opuścił zespół w październiku 2019 roku.
Oficjalnie zadebiutowali 6 grudnia 2017 roku z minialbumem The First.

## Historia

### Przed debiutem
W 2016 i na początku 2017 roku różni członkowie pojawiali się w teledyskach innych artystów, w rolach głównych lub epizodycznych. Kevin wziął udział w programie K-pop Star 6: The Last Chance, w którym został wyeliminowany na początku konkursu. Następnie nagrał utwór do ścieżki dźwiękowej serialu Saimdang, bich-ui ilgi w kwietniu 2017 roku. Sunwoo uczestniczył w programie talent show High School Rapper w styczniu 2017 roku, gdzie również został wyeliminowany na początku konkursu. W marcu 2017 roku Ju Hak-nyeon wziął udział w programie Produce 101 Season 2, zajmując ostatecznie 19. miejsce podczas finałowego odcinka.

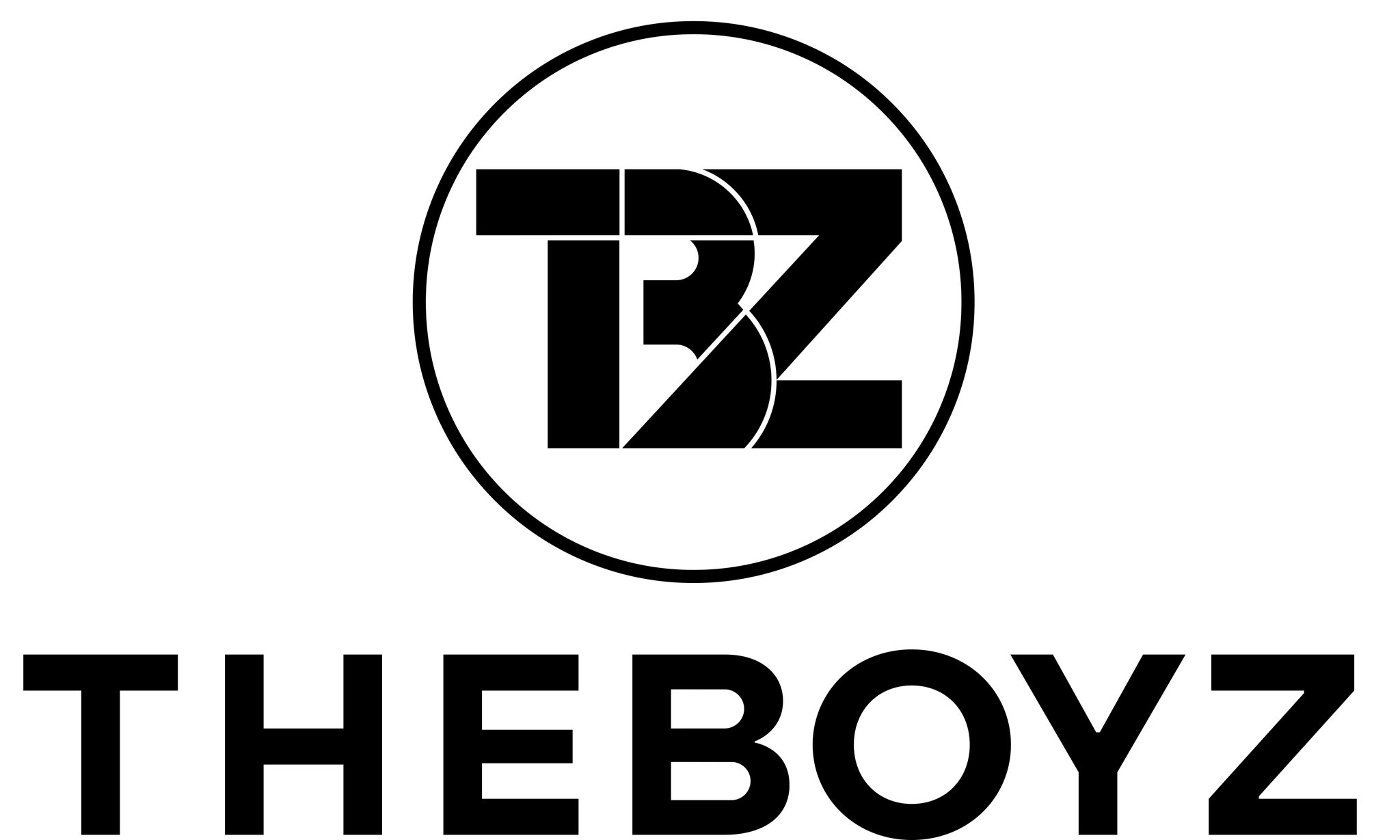
Logo zespołu

4 lipca 2017 roku grupa została po raz pierwszy zapowiedziana jako Cre.kerz za pośrednictwem mediów społecznościowych agencji. 18 lipca wytwórnia ujawniła ich oficjalną nazwę. Od 23 sierpnia do 11 października miał swoją premierę pierwszy reality show zespołu, pt. Flower Snack, w ramach którego wydana została piosenka „I’m Your Boy”. Pierwsze spotkanie z 1000 fanami, „Heart to Heart”, odbyło się 28 października.
W listopadzie dwunastu członków podpisało ekskluzywne kontrakty jako modele dla marki mundurków szkolnych Skoolooks, a także marki kosmetycznej Siero Cosmetic. 4 grudnia Cre.ker Entertainment potwierdziło, że grupa podpisała kontrakt z Sony Music dla japońskich promocji.

### 2017–2018: Debiut zThe First,The SphereiThe Only
The Boyz oficjalnie zadebiutowali 6 grudnia 2017 roku z minialbumem The First oraz głównym singlem z płyty – „Boy” (kor.소년 (Boy)).
Od 12 lutego do 15 marca emitowany był na V Live ich drugi reality show, The 100. Premierę serialu zakończył mini koncert online, który odbył się 23 marca. The Boyz zostali zaproszeni do występu podczas 12. Asian Film Awards 17 marca w Makau, co było ich pierwszym zagranicznym występem.
Drugi minialbum, zatytułowany The Start, został wydany 3 kwietnia 2018 roku. Płytę promował singel „Giddy Up”. Z powodu problemów zdrowotnych Hwall nie mógł promować się z zespołem, w wyniku czego wstrzymał wszystkie działania na trzy miesiące.
W pełnym składzie, po powrocie Hwalla z przerwy, zespół wydał 12 lipca specjalny cyfrowy singel „Keeper”, który został wyprodukowany przez Park Kyunga z Block B. 24 lipca zdobyli pierwszą nagrodę „Rookie Award” podczas Korea Brand Awards. 30 sierpnia zdobyli kolejną nagrodę „Rookie Award” podczas Soribada Best K-Music Awards.
5 września The Boyz wydali single album The Sphere, który był promowany przez utwór „Right Here”. 28 września Q dołączył do Main Dancers of Hallyu, wraz z innymi tancerzami z boysbandów, w tym Shownu z Monsta X, Yugyeom z Got7, Hoshi z Seventeen, Taeyong z NCT i JR z NU’EST W.
Zespół wydał swój trzeci minialbum The Only oraz promujący go singel „No Air” 29 listopada. 1 grudnia zdobyli kolejną nagrodę „Best New Male Artist Award” podczas Melon Music Awards 2018.

### 2019:Dreamlike, odejście Hwalla i debiut w Japonii
Drugi single album zespołu, zatytułowany Bloom Bloom, ukazał się 29 kwietnia 2019 roku. Na płycie znalazły się 3 utwory, w tym główny o tym samym tytule. 7 maja The Boyz po raz pierwszy wygrali w programie muzycznym SBS MTV The Show, dzięki piosence „Bloom Bloom”.
19 sierpnia został wydany minialbum Dreamlike, wraz z głównym singlem „D.D.D”.
23 października Hwall oficjalnie opuścił grupę z powodu problemów zdrowotnych.
6 listopada The Boyz zadebiutowali w Japonii, wydając pierwszy japoński minialbum TATTOO. Album uplasował się na 2. pozycji Oricon Album Chart.
6 grudnia grupa wydała specjalny cyfrowy singel zatytułowany „White” (kor. 화이트 (White)) z okazji drugiej rocznicy powstania. Między 11 a 20 grudnia koncertowali w Berlinie, Paryżu, Londynie i Amsterdamie w ramach europejskiej trasy Dreamlike.

### 2020–2021:Reveal, zwycięstwo wRoad to KingdomiChase
10 lutego 2020 roku The Boyz wydali swój pierwszy koreański album studyjny Reveal, wraz z teledyskiem do utworu tytułowego.
20 marca ogłoszono, że grupa dołączy do telewizyjnego programu – Road to Kingdom Mnetu. 22 maja ukazał się utwór „Reveal (Catching Fire)” na płycie Road to Kingdom <Naui Nolae>Part.2 (kor. 로드 투 킹덤 <나의 노래>Part.2), która zawierała piosenki wykonane w odcinkach 3 i 4. 12 czerwca wydali nową piosenkę „Checkmate” na finał programu. Grupa ostatecznie zajęła pierwsze miejsce, wygrywając program i zapewniając sobie miejsce w kontynuacji – Kingdom: Legendary War.
21 września został wydany piąty minialbum Chase i główny singel „The Stealer”. Podczas promocji The Boyz zdobyli cztery zwycięstwa w programach muzycznych: raz w programie Show Champion stacji MBC, dwa razy w M Countdown Mnetu i raz w programie The Show stacji SBS MTV.
Podczas Mnet Asian Music Awards 2020 ogłoszono, że The Boyz (którzy wygrali Road to Kingdom) dołączą do Ateez i Stray Kids, i wezmą udział w programie Kingdom: Legendary War Mnetu.
7 grudnia grupa wydała specjalny cyfrowy singel zatytułowany „Christmassy!”, aby uczcić swoją trzecią rocznicę debiutu.
12 stycznia 2021 roku zapowiedziano, że zespół wyda japoński album studyjny w marcu. Breaking Dawn ukazał się 17 marca i uplasował się na 4. pozycji Oricon Album Chart.
The Boyz od kwietnia do czerwca 2021 roku uczestniczyli w programie Kingdom: Legendary War.
21 czerwca zapowiedziano szósty minialbum z premierą planowaną na sierpień. 11 lipca ukazał się promocyjny singel „Drink It”, wydany za pośrednictwem Universe Music dla aplikacji mobilnej Universe. 9 sierpnia miał swoją premierę minialbum Thrill-ing, wraz z teledyskiem do głównego singla pt. „Thrill Ride”.
17 września Kakao Entertainment ogłosiło, że firma The Boyz, Cre.ker Entertainment oraz PlayM Entertainment, połączą się, aby utworzyć nową zintegrowaną wytwórnię muzyczną.
2 października The Boyz zdobyli nagrodę Artysty Roku na The Fact Music Awards 2021. 1 listopada The Boyz wydali swój trzeci singiel album Maverick. Singel zawiera trzy utwory, w tym główny singel „Maverick”. 6 grudnia grupa wydała specjalny singel cyfrowy zatytułowany „Candles”, aby uczcić czwartą rocznicę powstania.

### Od 2022:Be AwareiBe Awake
27 maja 2022 roku The Boyz wydali swój drugi japoński minialbum She's the Boss, będącą pierwszym wydawnictwem pod ich nową wytwórnią Universal Music IST.
17 czerwca 2022 roku The Boyz wydali swoją drugą piosenkę promocyjną „Sweet” przez platformę Universe. 16 sierpnia The Boyz wydali swój siódmy minialbum zatytułowany Be Aware. 
20 lutego 2023 roku The Boyz wydali swój ósmy minialbum zatytułowaną Be Awake. Album składa się z sześciu utworów, z głównym singlem „Roar”, który został opisany jako piosenka R&B Pop z elementami tanecznymi.

## Członkowie

### Obecni
| Pseudonim   | Pseudonim | Prawdziwe imię | Prawdziwe imię | Data urodzenia        | Pozycja                                             |
| Latynizacja | Hangul    | Latynizacja    | Hangul         | Data urodzenia        | Pozycja                                             |
| ----------- | --------- | -------------- | -------------- | --------------------- | --------------------------------------------------- |
| Sangyeon    | 상연      | Lee Sang-yeon  | 이상연         | 4 listopada 1996(dts) | lider, główny wokalista                             |
| Jacob       | 제이콥    | Bae Jacob      | 배제이콥       | 30 maja 1997(dts)     | wokal prowadzący                                    |
| Younghoon   | 영훈      | Kim Young-hoon | 김영훈         | 8 sierpnia 1997(dts)  | wokal                                               |
| Hyunjae     | 현재      | Lee Jae-hyun   | 이재현         | 13 września 1997(dts) | wokal prowadzący tancerz prowadzący                 |
| Juyeon      | 주연      | Lee Ju-yeon    | 이주연         | 15 stycznia 1998(dts) | główny tancerz, wokalista                           |
| Kevin       | 케빈      | Kevin Moon     | 케빈 문        | 23 lutego 1998(dts)   | główny wokal                                        |
| New         | 뉴        | Choi Chan-hee  | 최찬희         | 26 kwietnia 1998(dts) | główny wokal                                        |
| Q           | 큐        | Ji Chang-min   | 지창민         | 5 listopada 1998(dts) | główny tancerz, wokalista                           |
| Juhaknyeon  | 주학년    | Ju Hak-nyeon   | 주학년         | 9 marca 1999(dts)     | tancerz prowadzący, wokal, raper                    |
| Sunwoo      | 선우      | Kim Sun-woo    | 김선우         | 12 kwietnia 2000(dts) | główny raper, wokalista                             |
| Eric        | 에릭      | Son Young-jae  | 손영재         | 22 grudnia 2000(dts)  | tancerz prowadzący, raper prowadzący, wokal, maknae |

### Byli
| Pseudonim   | Pseudonim | Prawdziwe imię | Prawdziwe imię | Data urodzenia    | Pozycja                                         |
| Latynizacja | Hangul    | Latynizacja    | Hangul         | Data urodzenia    | Pozycja                                         |
| ----------- | --------- | -------------- | -------------- | ----------------- | ----------------------------------------------- |
| Hwall       | 활        | Heo Hyun-joon  | 허현준         | 9 marca 2000(dts) | tancerz prowadzący, raper prowadzący, wokalista |

## Dyskografia

### Albumy studyjne
- Reveal (2020, koreański)
- Breaking Dawn (2021, japoński)

### Minialbumy
- The First (2017)
- The Start (2018)
- The Only (2018)
- Dreamlike (2019)
- TATTOO (2019, japoński)
- Chase (2020)
- Thrill-ing (2021)
- SHE’S THE BOSS (2022, japoński)
- Be Aware (2022)
- Be Awake (2023)

### Single albumy
- The Sphere (2018)
- Bloom Bloom (2019)
- Maverick (2021)

## Trasy koncertowe
- The Boyz Asia Fan-Con Tour „The Castle” (2019)
- 2019 The Boyz Europe Tour „Dreamlike” (2019)